# Litouwen op de Olympische Winterspelen 1992
Tijdens de Olympische Winterspelen van 1992, die in Albertville (Frankrijk) werden gehouden, nam Litouwen voor de tweede keer deel.

## Deelnemers en resultaten

### Biatlon
| Olympiër            | Discipline | Resultaat | Prestatie                                   |
| ------------------- | ---------- | --------- | ------------------------------------------- |
| Gintaras Jasinskas  | 10 km (m)  | 64e       | 29.44,3 (+3.42,0) pen.: 2 (0 + 2)           |
| Gintaras Jasinskas  | 20 km (m)  | 19e       | 1:00.17,8 (+3.43,4) pen.: 1 (0 + 0 + 0 + 1) |
| Kazimiera Strolienė | 7,5 km (v) | 27e       | 27.16,7 (+2.47,5) pen.: 4 (3 + 1)           |
| Kazimiera Strolienė | 15 km (v)  | 28e       | 57.20,0 (+5.32,8) pen.: 6 (3 + 1 + 1 + 1)   |

### Kunstrijden
| Olympiër                            | Discipline | Resultaat | Prestatie                                                 |
| ----------------------------------- | ---------- | --------- | --------------------------------------------------------- |
| Margarita Drobiazko Povilas Vanagas | ijsdansen  | 16e       | 33,0 p. (verpl.1: 17 - verpl.2: 17 - org.: 17 - vrij: 16) |

### Langlaufen
| Olympiër         | Discipline                    | Resultaat | Prestatie                             |
| ---------------- | ----------------------------- | --------- | ------------------------------------- |
| Ričardas Panavas | 10 km klassiek (m)            | 54e       | 31.48,9 (+4.12,9)                     |
| Ričardas Panavas | 30 km klassiek (m)            | 41e       | 1:30.38,0 (+8.10,2)                   |
| Ričardas Panavas | achtervolging 10 km+15 km (m) | 50e       | +6.52,6 (10 km:31.48 + 15 km:40.42,5) |
| Vida Vencienė    | 5 km klassiek (v)             | 19e       | 15.08,7 (+54,9)                       |
| Vida Vencienė    | 15 km klassiek (v)            | 11e       | 45.12,9 (+2.52,1)                     |
| Vida Vencienė    | 30 km vrije stijl (v)         | 15e       | 1:29.45,4 (+7.15,3)                   |
| Vida Vencienė    | achtervolging 5 km+10 km (v)  | 28e       | +3.25,4 (5 km:15.08 + 10 km:28.25,1)  |

Algerije · Amerikaanse Maagdeneilanden · Andorra · Argentinië · Australië · België · Bermuda · Bolivia · Brazilië · Bulgarije · Canada · Chili · China · Chinees Taipei · Costa Rica · Cyprus · Denemarken · Duitsland · Estland · Filipijnen · Finland · Frankrijk · Gezamenlijk team · Griekenland · Groot-Brittannië · Honduras · Hongarije · Ierland · IJsland · India · Italië · Jamaica · Japan · Joegoslavië · Kroatië · Letland · Libanon · Liechtenstein · Litouwen · Luxemburg · Marokko · Mexico · Monaco · Mongolië · Nederland · Nederlandse Antillen · Nieuw-Zeeland · Noord-Korea · Noorwegen · Oostenrijk · Polen · Puerto Rico · Roemenië · San Marino · Senegal · Slovenië · Spanje · Swaziland · Tsjecho-Slowakije · Turkije · Verenigde Staten · Zuid-Korea · Zweden · Zwitserland